# Geoteknisk uppföljning
Den här artikeln är helt eller delvis baserad på material från finskspråkiga Wikipedia.
Med geoteknisk uppföljning avses observationer av hur marken eller de geotekniska strukturerna reagerar innan, under pågående byggverksamhet och/eller därefter. Uppföljning omfattar utöver mätning planering av mätningen och analys av resultaten. Med uppföljning strävar man efter att konstatera en godtagbar reaktion hos det byggobjekt som är föremål för intresse, varvid konstruktionens hållbarhet och säkerhet kan fastställas. Ett allmännare sätt har varit att höja konstruktionens hållbarhet på så sätt att förutsatta avvikelser i belastningar inte orsakar skador. 
I Finland främjas geoteknisk uppföljning av Monitoring-kommittén som grundades av Geotekniska föreningen i Finland år 2011.

## Syftet och nyttan
Skälen till skador på ett byggnadsverk kan vara mångahanda, exempelvis överbelastning, fel i planering och byggande, förhållanden som avviker från planerna, försvagning av konstruktioner och komponenter eller uppsåtliga handlingar. Uppföljning kan minska risker som härrör från oväntade och skadliga reaktioner från konstruktionen eller jordmånen. De vanligaste riskerna gäller personskador, förlust av människoliv och ekonomisk skada. Uppföljning gör det möjligt att kontrollera att en konstruktion fungerar planenligt och att konstruktionen även efter byggfasen fungerar på ett sätt som motsvarar antaganden och krav. 

### Syftena med uppföljning
1. Peka på en skada som kan förvärras
2. Ge en varningssignal
3. Tillkännage okända omständigheter
4. Bedöma viktiga antaganden som använts i planeringen
5. Bedöma entreprenörens metoder
6. Minimera skador på konstruktioner i omedelbar närhet
7. Ge instruktioner för byggandet
8. Vägleda verksamheten
9. Planera korrigerande åtgärder
10. Förbättra konstruktionens funktion
11. Främja utvecklingen inom branschen
12. Dokumentera konstruktionens reaktioner till stöd för uppskattning av skador
13. Informera berörda parter
14. Uppfylla myndighetskrav
15. Undvika rättegångar
16. Visa att allting är i sin ordning[1]

Genom uppföljning kan man få en förhandsvarning innan skadliga förändringar tillåts inträffa, vilket gör det möjligt att vidta korrigerande åtgärder som innebär en betydande minskning av skaderisken. På samma gång förbättras säkerheten, då mätningen gör det möjligt att följa storheternas utveckling i relation till tidigare inställda tillåtna värden.
Byggarbete kan orsaka skador på omgivande strukturer. Skador på närbelägna konstruktioner kan eventuellt förebyggas. Då undviker man förutom reparationskostnader även rättegångar och rättegångskostnader.

## Automatisering
Traditionellt har uppföljning utförts manuellt, men största delen av de mätbara parametrarna kan även mätas med automatisk mätutrustning. Automatiseringen medför störst nytta för mätningsobjekt som kräver frekvent och regelbunden mätning eller vars mätutrustning har installerats på ett svårtillgängligt ställe. Fördelarna med automatiserad mätutrustning är bland annat bortfall av mätningsfel som beror på den mänskliga faktorn, möjlighet till hög mätningsfrekvens, larm då tillåtna gränser överskrids samt möjlighet att följa mätresultaten på distans.

## Mätmetoder

### Vertikal och horisontell förskjutning

#### Inklinometer
En inklinometer är en mätanordning som allmänt används för uppföljning av förskjutningar i marken och som mäter positionen i relation till jordens dragningskraft. Typiska mätobjekt för en inklinometer är fastställandet av skjuvzon för ett ras, fastställandet av den horisontella förskjutningens hastighet och storlek beträffande marken och markkonstruktioner såsom dammvallar, vallar och schakt i mjukare jord samt mätning av förskjutningar i stödväggar, spontväggar, pålar och stödmurar. 

#### Nivellering
Vid nivellering jämförs ett mätobjekt i vertikalt läge med en fästpunkt. Vid nivellering används en optisk anordning som ställs i vågrätt läge. Vid mätningen används en mätskiva med vilken höjdskillnaden mellan mätpunkterna och nivelleringsapparaten kan bestämmas. Förskjutningen beräknas utifrån förändringen i höjdskillnad mellan fästpunkten och mätpunkten. Den exakthet som uppnås beror åtminstone på nivelleringsapparaten, mätavståndet och förhållandena i omgivningen. 

#### Takymeter
Vid mätning med takymeter kan förskjutningars riktning bestämmas med hjälp av tre koordinater. Mätningsanordningen och mätpunkten måste ha visuell kontakt. Takymetermätning kan utföras manuellt eller med robottakymeter som möjliggör mätningar automatiskt och i realtid. 

#### Sättningsskiva
Med hjälp av en sättningsskiva följs sättningar i markytan och jordlagret. En sättningsskiva består av en skiva på vilken en stång är fästad. Skivan ställs antingen på markytan eller drivs ned i marken så att stången blir synlig ovanför markytan. Stången kan placeras i ett skyddsrör, så att inte en eventuell sättning i fyllningslagret förvanskar mätningen. Sättningen mäts genom att stångens höjd jämförs med den fasta kontrollpunkten.

#### Sättningsslang
Med hjälp av en sättningsslang är det möjligt att mäta en sättning eller förklara en återkommande bild av en sättning i en genomskärning. En sättningsslang placeras på den bottenyta som undersöks och täcks över med en valliknande konstruktion.  Trycket i den vätskefyllda slangen mäts med en tryckgivare och jämförs med en känd kontrollpunkt. Trycket i slangen stiger linjärt i och med att djupet blir större, vilket gör det möjligt att beräkna förskjutningen på djupet. Tryckgivaren kan vara mobil eller fast installerad i slangen, vilket gör det möjligt att installera flera givare i samma slang.

#### Extensometer
Med hjälp av en extensometer mäter man en förändring i avståndet mellan två punkter. Extensometrar omfattar mätanordningar som fungerar enligt skilda funktionsprinciper, men var och en av dem mäter enskilda punkters rörelse i relation till en viss kontrollpunkt. Med hjälp av en extensometer kan man mäta hur avståndet tilltar eller avtar beroende på vilken mätanordning som används. Dessa tillverkas för ett flertal olika användningsändamål. De vanligaste tillämpningsprogrammen gäller ytliga sprickor i betong- och bergkonstruktioner samt mätning av sättningar i marken och sprickor i berg i borrhålets riktning.

#### Laserskanning
Laserskanning är en mätmetod med hjälp av vilken ett tredimensionellt punktmoln mäts utifrån mätobjektet. Vid laserskanning mäts enskilda kontrollpunkters avstånd från mätanordningen antingen utifrån ljusets hastighet eller på basis av fasskillnaden. För punkterna kan koordinaterna beräknas, då förutom avståndet även utgångsvinkeln för laserstrålen är bekant. Laserskanner ska väljas utifrån mätobjektets avstånd, storlek samt erforderlig exakthet.

### Grundvattenmätningar

#### Observationsrör för mätning av grundvattennivån
Observationsrör kan användas för mätning av grundvattennivån i jord med god vattengenomsläpplighet där porvattentrycket ökar jämnt i samma takt som djupet. Observationsröret placeras i borrhålet som fylls med sand och ytvattnet hindras att ta sig in i röret exempelvis genom att rörets mynning fylls med betong. Observationsröret är vattengenomsläppligt i hela sin längd. Om jordarten består av olika lager anger vattennivån i observationsröret vanligtvis det mest vattenförande jordlagret. Grundvattennivån i observationsröret mäts med en vattennivåmätare.

### Portrycksmätare

#### Pneumatisk portrycksmätare
En pneumatisk mätare baserar sig på mätning av gastryck. En portrycksmätare har två slangar installerade i borrhålet som är tätade ovanför givaren.  Mätaren är baserad på ett elastiskt membran med porvattentryck på den ena sidan och gastryck på den andra. Vid mätning ansluts den pneumatiska mätaren till slutstationen eller direkt till röret, från vilket gas leds ut längs en matarslang bakom membranet tills gastrycket överstiger porvattentrycket och gasen får flöda förbi membranet till returslangen. Gastillförseln stängs av och gastrycket sjunker, tills porvattentrycket tillsluter membranet. Gastrycket avläses på tryckmätaren och motsvarar porvattentrycket på mätpunkten. 

#### Elektriska portrycksmätare
En portrycksmätare som fungerar med en vibrerande sträng är en elektrisk mätanordning som lämpar sig utmärkt för fortlöpande mätning med snabb responstid. Portrycksmätarens funktion baserar sig på att trycket mot membranet spänner den vibrerande strängen som skapar ett ljudtryck på sin karakteristiska frekvens. Frekvenstalet omvandlas i monitoren till porvattentryck. Metoden kan bland annat användas för uppföljning av stabiliteten i ramper och jorddammar. 

### Mätning av jordtryck

#### Kraftgivare
Kraftgivare (Load cell) används för mätning av förankringskraft i ankarstänger och -vajrar, bergankaren och provning av pålar. Förutom tillfällig belastning kan belastning följas och mätas långsiktigt. Kraftgivaren placeras på mätobjektet på så sätt att belastningen förmedlas via givaren. Kraftgivaren är vanligen en cylinderformad anordning med ett hål i mitten, i vilket töjningsgivare är installerade.

### Temperaturmätare

#### Termistor
En termistor är en värmekänslig halvledarresistor, vars temperaturmätning baserar sig på resistansförändring. Ett värde som uppmätts med en termistor kan utläsas i ohm som omvandlas till temperatur antingen med hjälp av en läsapparat eller omvandlingskoefficient. En termistor kan tillverkas i synnerligen litet format, varför den lämpar sig utmärkt för installation i olika mätanordningar. 

#### Motståndstemperaturgivare
En motståndstemperaturgivare baserar sig på förändringar i motståndet i en metalledning i relation till en förändring i temperaturen. Det uppmätta värdet för motståndet omvandlas till temperatur. Givaren är exakt och lämpar sig väl för långvarigt bruk.

#### Temperaturmätare med vibrerande vajer
En temperaturmätare med givare baserad på vibrerande sträng har ett ytterhölje av metall. En temperaturförändring medför en förändring av höljets form, vilket påverkar den vibrerande strängens spänning. Strängens frekvens konverteras med en omvandlingskoefficient till temperatur. 

#### Fiberoptiska temperaturgivare
Fiberoptiska temperaturgivare som lämpar sig för mätning av temperaturen är Fibre Bragg Grating och fiberoptiska givare med Brillouinspridning.

### Vibrationsmätning
Vibrationer orsakas vanligtvis av sprängning, slagpålning, jordpackning, brytning och krossning samt schaktning. Det kan vara nödvändigt att mäta vibrationerna, om det finns närbelägna byggnader eller konstruktioner som kan ta skada. Vibrationerna kan även störa människor som bor i närheten. Vibrationer mäts vanligtvis med en anordning som består av ett tillräckligt stort antal geofoner anslutna till en lagringsenhet. Geofonerna placeras i allmänhet på ett visst avstånd från vibrationskällan samt på platser av avgörande betydelse i fråga om vibrationerna. Svängningshastigheten är ofta den viktigaste mätbara storheten, men med de flesta anordningar kan man även mäta acceleration och frekvens. Vid behov kan man i samband med vibrationsmätning dessutom mäta tryckvåg och ljudtryck. 

### Mätning av förankringskrafter
Mätningen används för att mäta förankringskrafter i stödväggar i schakt. En oförutsedd ökning av förankringskrafterna i stödväggarna ökar olycksrisken i schakt. Genom uppföljning kan man likväl säkerställa att ett meddelande om överskridning av förankringskrafterna fås i tid innan risksituationer hinner uppstå. Belastningen får inte heller sjunka för mycket, eftersom förankringselementet då inte stöttar väggen. Även dessa situationer kan förutses med hjälp av uppföljning. Förankringskrafter kan mätas med Load cell givare. 

### Andra mätmetoder

#### Töjningsgivare
Med töjningsgivare mäts mätobjektets formförändringar som kan vara töjning eller hoppressning. Typiska mätobjekt är formförändringar hos stål och betong i olika konstruktioner. De allmännast använda töjningsgivarna omvandlar en formförändring som orsakats av en kraft till en elektrisk signal. Det värde som anges av mätapparaten påverkas förutom av formförändringen även av temperaturen och apparatens fastsättning på mätobjektet. En töjning som uppmätts med en töjningsgivare kan omvandlas till spänning eller kraft. 

### Georadar
En georadar (Ground Penetrating Radar GPR) möjliggör en metod för en geofysikalisk undersökning av ytskikten i jorden utan att bryta sönder dem. Georadarn sänder en elektromagnetisk signal med hög frekvens som återkastas från gränsytorna i jordmånen, från ytor med förändrade elektriska egenskaper. Med en georadar kan en fortlöpande profil skapas från den konstruktion som mäts i mätningens riktning. Med en georadar kan tjäldjupet mätas, då vattnet som frusit till is i jorden förändrar dess elektriska egenskaper, vilket gör det möjligt att konstatera gränsytan mellan frusen och ofrusen jord. Den relativa fukthalten i jorden kan likaså uppmätas med en georadar.